# McCartney II
McCartney II es el cuarto álbum en solitario del músico de rock británico Paul McCartney, publicado por la compañía discográfica Parlophone en mayo de 1980. El disco, caracterizado por el uso de sintetizadores, sampling y por la experimentación con nuevos sonidos en el estudio de grabación, fue el primer trabajo solista de McCartney —con la excepción de Thrillington, una versión instrumental del álbum Ram— desde la formación del grupo Wings en 1971. El futuro del grupo, que un año antes había publicado Back to the Egg, aún no estaba decidido y fue oficialmente disuelto por McCartney un año después.
En junio de 2011, Hear Music reeditó McCartney II como parte del catálogo Paul McCartney Archive Collection.

## Historia
Después de la publicación de lo que sería el último álbum de Wings, Back to the Egg, Paul McCartney se trasladó en junio de 1979 a su granja de Escocia con su familia para comenzar unas sesiones de grabación privadas, siguiendo el estilo de su primer trabajo en solitario tras la disolución de The Beatles. La primera canción que grabó fue «Check My Machine», con el fin de testar el equipo de grabación. Al final de las productivas sesiones de grabación, McCartney había completado en torno a 20 canciones. 
Tras terminar, y sin ningún proyecto aún en mente para las canciones recién grabadas, McCartney volvió a trabajar con Wings para preparar una gira británica, programada para los meses de noviembre y diciembre, en la que estrenó canciones como «Coming Up». Simultáneamente, McCartney publicó su primer sencillo en solitario desde 1971, «Wonderful Christmastime», grabada durante las sesiones de grabación de McCartney II, con una versión instrumental de «Rudolph The Red-Nosed Reggae» grabada en 1975 como cara B. 
Sin embargo, los planes de McCartney con Wings se vieron truncados por varios eventos futuros. Después de ser denegado el visado en Japón por su anterior arresto por posesión de marihuana, las autoridades del país permitieron a McCartney tocar en Japón por primera vez desde 1966, durante la última gira con The Beatles. Sin embargo, a su llegada a Tokio el 16 de enero de 1980, una búsqueda en el equipaje de McCartney reveló una bola con 219 gramos de marihuana, lo que provocó su inmediata detención y la consiguiente cancelación de la gira. Después de nueve días en prisión, McCartney fue liberado y volvió a su hogar en Escocia. Decidido a posponer la gira de Wings mientras contemplaba su futuro, McCartney decidió publicar en verano las canciones grabadas el verano anterior.
McCartney publicó el sencillo «Coming Up» en abril, acompañado de un videoclip en el que Paul tocaba todos los instrumentos y su mujer, Linda McCartney, cantaba los coros. El sencillo estuvo acompañado de dos caras B: una versión en directo de «Coming Up» interpretada por Wings en diciembre de 1979, y «Lunch Box/Odd Sox», un outtake de las sesiones de grabación del álbum Venus and Mars. «Coming Up» se convirtió en un éxito inmediato y alcanzó el puesto 2 en el Reino Unido y el primer puesto en Estados Unidos, generando interés por el primer trabajo en solitario de McCartney en años.

## Recepción
Publicado a mediados de mayo, McCartney II obtuvo críticas mixtas por parte de la prensa especializada: algunos periodistas encontraron un álbum leve, formado por composiciones basadas en la experimentación y en los sintetizadores y un puñado de temas instrumentales. No obstante, el álbum fue un éxito comercial y alcanzó el primer puesto en las listas de ventas británicas y el puesto 3 en la lista estadounidense Billboard 200. El siguiente sencillo, «Waterfalls», también entró en el Top 10 de las listas británicas, aunque tuvo un menor impacto en Estados Unidos. 
En 1981, la canción «Coming Up» fue nominada al Grammy a la mejor interpretación vocal de rock masculina.

## Reediciones
En 1993, el álbum fue remasterizado y reeditado en formato CD como parte de la serie The Paul McCartney Collection con tres temas extra: «Check My Machine», «Secret Friend» y el sencillo de Wings «Goodnight Tonight», publicado originalmente en 1979.
En junio de 2011, un año después de inaugurar la serie Paul McCartney Archive Collection con una versión remasterizada de Band on the Run, Hear Music publicó una reedición de McCartney II. Al igual que Band on the Run, McCartney II fue publicado en varios formatos:
- Edición estándar. Incluyó un CD con las canciones del álbum remasterizadas en los estudios Abbey Road de Londres.
- Edición especial. Incluyó dos CD, el primero con el álbum original y un CD adicional con ocho temas extra.
- Edición deluxe. Incluyó tres CD y un DVD. Los dos primeros CD incluyeron el material de la edición especial; el tercer CD añade ocho nuevas canciones, y el DVD presenta material de archivo inédito, imágenes de los ensayos de «Coming Up» y el video de «Blue Sway». La edición, en formato de libro, incluyó también un libro de 128 páginas con imágenes de Linda McCartney.
- Edición en vinilo. Incluyó dos discos de vinilo de 180 gramos con el mismo material de la edición especial.

La reedición del catálogo The Paul McCartney Archive Collection alcanzó el puesto 108 en la lista de discos más vendidos en Reino Unido.

## Lista de canciones
Todas las canciones escritas y compuestas por Paul McCartney. 
| Cara A |                       |          |  |
| N.º    | Título                | Duración |  |
| 1.     | «Coming Up»           | 3:53     |  |
| 2.     | «Temporary Secretary» | 3:14     |  |
| 3.     | «On the Way»          | 3:38     |  |
| 4.     | «Waterfalls»          | 4:42     |  |
| 5.     | «Nobody Knows»        | 2:52     |  |

| Cara B |                     |          |  |
| N.º    | Título              | Duración |  |
| 6.     | «Front Parlour»     | 3:32     |  |
| 7.     | «Summer's Day Song» | 3:25     |  |
| 8.     | «Frozen Jap»        | 3:40     |  |
| 9.     | «Bogey Music»       | 3:27     |  |
| 10.    | «Darkroom»          | 2:20     |  |
| 11.    | «One of These Days» | 3:35     |  |

| Temas extra (reedición de The Paul McCartney Collection) |                     |          |  |
| N.º                                                      | Título              | Duración |  |
| 12.                                                      | «Check My Machine»  | 5:52     |  |
| 13.                                                      | «Secret Friend»     | 10:30    |  |
| 14.                                                      | «Goodnight Tonight» | 4:21     |  |

| Disco 2 (ediciones especial y deluxe de 2011) |                                                                                       |          |  |
| N.º                                           | Título                                                                                | Duración |  |
| 1.                                            | «Blue Sway» (Con orquestación de Richard Niles, previamente inédita)                  | 4:35     |  |
| 2.                                            | «Coming Up» (En directo desde el Apollo Theatre, Glasgow, el 17 de diciembre de 1979) | 4:08     |  |
| 3.                                            | «Check My Machine»                                                                    | 5:50     |  |
| 4.                                            | «Bogey Wobble» (Previamente inédita)                                                  | 2:59     |  |
| 5.                                            | «Secret Friend» (Full Length Version)                                                 | 10:31    |  |
| 6.                                            | «Mr H Atom / You Know I'll Get You Baby» (Previamente inédita)                        | 5:55     |  |
| 7.                                            | «Wonderful Christmastime» (Regular A-side Version)                                    | 3:47     |  |
| 8.                                            | «All You Horse Riders / Blue Sway» (Previamente inédita)                              | 10:15    |  |

| Disco 3 (edición deluxe de 2011) |                                                 |          |  |
| N.º                              | Título                                          | Duración |  |
| 1.                               | «Coming Up» (DJ Edit)                           | 5:34     |  |
| 2.                               | «Front Parlour» (Full Length Version)           | 5:15     |  |
| 3.                               | «Frozen Jap» (Full Length Version)              | 5:43     |  |
| 4.                               | «Darkroom» (Full Length Version)                | 3:45     |  |
| 5.                               | «Check My Machine» (Full Length Version)        | 8:58     |  |
| 6.                               | «Wonderful Christmastime» (Full Length Version) | 4:15     |  |
| 7.                               | «Summer Day's Long» (Original without vocals)   | 3:25     |  |
| 8.                               | «Waterfalls»                                    | 3:20     |  |

## Personal
Músicos
- Paul McCartney: voz, guitarras, bajos, piano eléctrico, órgano, sintetizadores, batería, saxofón y trompetas
- Linda McCartney: coros

Personal técnico
- Eddie Klein: asistencia técnica

## Posición en listas
| País           | Lista                    | Posición |
| -------------- | ------------------------ | -------- |
| Alemania       | Media Control Chart      | 19       |
| Australia      | ARIA Albums Chart        | 6        |
| Austria        | Ö3 Austria Top 40        | 4        |
| Canadá         | RPM Albums Chart         | 5        |
| España         | Spanish Albums Chart     | 7        |
| Estados Unidos | Billboard 200            | 3        |
| Francia        | SNEP Albums Chart        | 2        |
| Italia         | Italian Albums Chart     | 11       |
| Noruega        | Norwegian Top 40 Albums  | 5        |
| Nueva Zelanda  | New Zealand Music Charts | 5        |
| Países Bajos   | Mega Albums Top 100      | 20       |
| Reino Unido    | UK Albums Chart          | 1        |
| Suecia         | Swedish Albums Chart     | 5        |

| Sencillo     | País           | Lista                         | Posición |
| ------------ | -------------- | ----------------------------- | -------- |
| «Coming Up»  | Canadá         | RPM Singles Chart             | 1        |
| «Coming Up»  | Estados Unidos | Billboard Hot 100             | 1        |
| «Coming Up»  | Estados Unidos | Dance Music/Club Play Singles | 64       |
| «Coming Up»  | Reino Unido    | UK Singles Chart              | 2        |
| «Waterfalls» | Reino Unido    | UK Singles Chart              | 9        |

## Certificaciones
| Fecha               | País           | Organismo certificador | Certificación | Ventas certificadas |
| ------------------- | -------------- | ---------------------- | ------------- | ------------------- |
| 4 de junio de 1980  | Reino Unido    | BPI                    | Oro           | 100 000             |
| 25 de julio de 1980 | Estados Unidos | RIAA                   | Oro           | 500 000             |